# Hank and Lank: As Sandwich Men
Hank and Lank: As Sandwich Men è un cortometraggio muto del 1910 diretto da Gilbert M. 'Broncho Billy' Anderson. Fu l'esordio cinematografico per l'attrice Julia Mackley.
Il film è il settimo di una serie di nove che ha come protagonisti i personaggi di "Hank" e "Lank", interpretati da Augustus Carney e Victor Potel. Tutti i film furono girati nel 1910, tranne l'ultimo, Hank and Lank: They Make a Mash, che uscì il 31 gennaio del 1911.

## Produzione
Il film fu prodotto dalla Essanay Film Manufacturing Company, compagnia che aveva la sua sede a Chicago. Il film venne girato nel Colorado.

## Distribuzione
Distribuito dalla General Film Company, il film - un cortometraggio di circa quattro minuti - uscì nelle sale cinematografiche USA il 22 novembre 1910. Nelle proiezioni, veniva programmato con il sistema dello split reel, accorpato in un'unica bobina con un altro cortometraggio della Essanay.